# Porte de Pantin
De Porte de Pantin is een toegangspunt (Porte) tot de stad Parijs, en is gelegen in het noordelijke 19e arrondissement aan de Boulevard Périphérique.
Vanuit de Porte de Pantin vertrok vroeger de nationale weg N3 naar Reims en Metz. Tegenwoordig is dit de RNIL 3.
Bij de Porte de Pantin is het gelijknamige metrostation Porte de Pantin aanwezig, die onderdeel is van de Parijse metrolijn 5.